# Fáraó-sziget

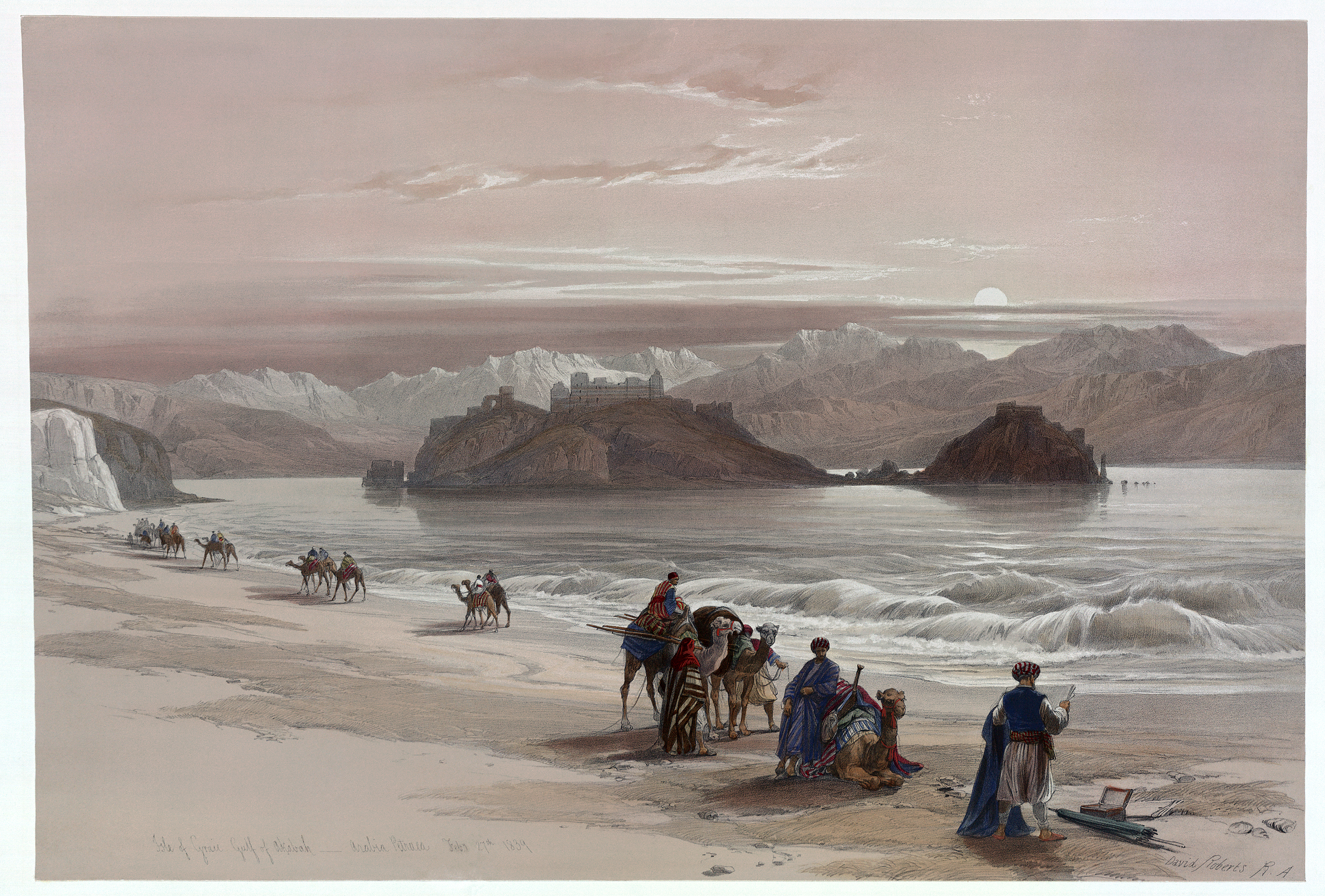
David Roberts 1839-ben készült festménye, háttérben a Fáraó sziget

A Fáraó-sziget (arabul: Dzsazirrat Far'aun) egy sziget a Vörös-tengerben, az Aqabai-öböl északi részén, közel Taba városához.
A Sínai-félsziget partjainál található korallsziget magaslatán áll a Szalah ed-Deen erőd, melyet a keresztes háborúk alatt emeltek a 12. században.
A terület 1982-ben került vissza Egyiptomhoz. Az izraeli és jordán határtól nem messze található, Taba, Eilat, és Aqaba üdülővárosok közelében. Korallzátonyok övezik, a parttól mindössze 300 méterre terül el, így nagy népszerűségnek örvend a turisták körében.
2003. július 28-án az UNESCO felvette Egyiptom javasolt világörökségi helyszínei közé.

## Külső hivatkozások
- Fáraó-sziget a wikimapián
- Fáraó-sziget a geographia.com honlapon